# Parforcejaktlandskap på norra Själland
Parforcejaktlandskapet på norra Själland är ett av Danmarks världsarv som består av statliga parkområden på norra Själland som på 1600-talet var kungliga jaktmarker där man hade parforcejakt. Skogs-/parkområdena är även omgivna av ett antal slott.
Världsarvet omfattar områden med en total areal på 9 700 hektar och utgörs av:
- Gribskov med Fredensborgs slott
- Store Dyrehave med Frederiksborgs slott
- Geelskov
- Harreskovene
- Jægersborg Hegn
- Dyrehaven med Eremitageslottet